# Jezioro Radykałów
Jezioro Radykałów – druga powieść autorstwa Cezarego Michalskiego wydana w 2004.
Narratorem powieści jest polski emigrant, egotyczny intelektualista o trochę histerycznym usposobieniu. Poddaje się masochistycznym autoanalizom, celuje w rozrachunkach międzypokoleniowych. Autor zawarł w swoim dziele wątki autobiograficzne związane z opozycją antykomunistyczną i emigracją, konserwatywną publicystyką, a także udziałem w grupie "pampersów". Bycie Polakiem (nazywanym "Polusem") stanowi dla autora problem, czuje on niesmak po transformacji systemowej.
Według Justyny Jaworskiej "lektura tej książki jest męcząca", postacie są papierowe, charakteryzowane bardziej przez poglądy niż przez działania.